# 岡本勝 (俳優)
岡本 勝（おかもと まさる、1983年4月2日 - ）は、日本の俳優である。埼玉県出身。身長172cm。趣味は舞台、映画鑑賞。特技は料理。プロダクション尾木→ジールアソシエイツ所属。

## 出演

### テレビドラマ
- ごくせん（2005年1月 - 3月、日本テレビ） - 中西勝 役
- サプリ（2006年、フジテレビ）
- 無理な恋愛 第10話・11話（2008年、フジテレビ）
- アスコーマーチ〜明日香工業高校物語〜 第8話（2011年6月26日、テレビ朝日）

### テレビ
- ごくせん同窓会スペシャル（2005年10月8日、日本テレビ）
- あらぶんちょ!（東京ケーブル・ネットワーク）2006年・2007年レポーター
- 浜田警察24時（2008年、日本テレビ）

### 自主映画
- TOUR SONG（2009年） - 主演：岡田海斗 役
- ラブ・コール（2010年） - 岡田勝 役

### 舞台
- Wスタンダード『ストライク』（2007年）
- 銀行強盗前夜-THE STAGE-（2011年3月）

### その他
- au『まとめトーク篇』（2008年）